# Kettes szánkó az 1980. évi téli olimpiai játékokon
Az 1980. évi téli olimpiai játékokon a szánkó kettes versenyszámát február 19-én rendezték. Az aranyérmet a keletnémet Hans Rinn, Norbert Hahn összeállítású páros nyerte meg. A versenyszámban nem vett részt magyar páros.

## Eredmények
A verseny két futamból állt. A két futam időeredményének összessége határozta meg a végső sorrendet. Az időeredmények másodpercben értendők. A futamok legjobb időeredményei vastagbetűvel olvashatóak.
| Helyezés | Csapat                                                        | 1.     | 2.     | Össz.    |
| -------- | ------------------------------------------------------------- | ------ | ------ | -------- |
| Arany    | NDK (GDR)-1 · Hans Rinn · Norbert Hahn                        | 39,303 | 40,028 | 1:19,331 |
| Ezüst    | Olaszország (ITA)-1 · Peter Gschnitzer · Karl Brunner         | 39,549 | 40,057 | 1:19,606 |
| Bronz    | Ausztria (AUT)-1 · Georg Fluckinger · Karl Schrott            | 39,509 | 40,286 | 1:19,795 |
| 4.       | NDK (GDR)-2 · Bernd Hahn · Ulli Hahn                          | 39,972 | 39,942 | 1:19,914 |
| 5.       | Olaszország (ITA)-2 · Hansjörg Raffl · Alfred Silginer        | 39,823 | 40,153 | 1:19,976 |
| 6.       | NSZK (FRG)-1 · Anton Winkler · Anton Wembacher                | 39,916 | 40,096 | 1:20,012 |
| 7.       | NSZK (FRG)-2 · Hans Brandner · Balthasar Schwarm              | 39,814 | 40,249 | 1:20,063 |
| 8.       | Csehszlovákia (TCH) · Jindřich Zeman · Vladimír Resl          | 40,050 | 40,092 | 1:20,142 |
| 9.       | Ausztria (AUT)-2 · Günther Lemmerer · Reinhold Sulzbacher     | 40,017 | 40,486 | 1:20,503 |
| 10.      | Szovjetunió (URS)-1 · Dainis Bremze · Aigars Krikis           | 40,164 | 40,498 | 1:20,662 |
| 11.      | Egyesült Államok (USA)-1 · Richard Healey · Ty Danco          | 40,386 | 40,955 | 1:21,341 |
| 12.      | Svédország (SWE) · Stefan Kjernholm · Kenneth Holm            | 40,415 | 41,024 | 1:21,439 |
| 13.      | Japán (JPN) · Kurijama Kódzsi · Takagi Takasi                 | 41,035 | 41,499 | 1:22,534 |
| 14.      | Nagy-Britannia (GBR)-1 · Derek Prentice · Christopher Dyason  | 40,705 | 41,862 | 1:22,567 |
| 15.      | Románia (ROU) · Ioan Apostol · Cristinel Piciorea             | 40,757 | 41,909 | 1:22,666 |
| 16.      | Liechtenstein (LIE) · Wolfgang Schädler · Rainer Gassner      | 40,829 | 42,566 | 1:23,395 |
| 17.      | Szovjetunió (URS)-2 · Valerij Jakusin · Szergej Danyilin      | 39,951 | 45,193 | 1:25,144 |
| 18.      | Egyesült Államok (USA)-2 · Frank Masley · Raymond Bateman     | 48,241 | 40,612 | 1:28,853 |
| 19.      | Nagy-Britannia (GBR)-2 · Jeremy Palmer-Tomkinson · John Denby | 42,406 | 48,493 | 1:30,899 |